# Boulevard

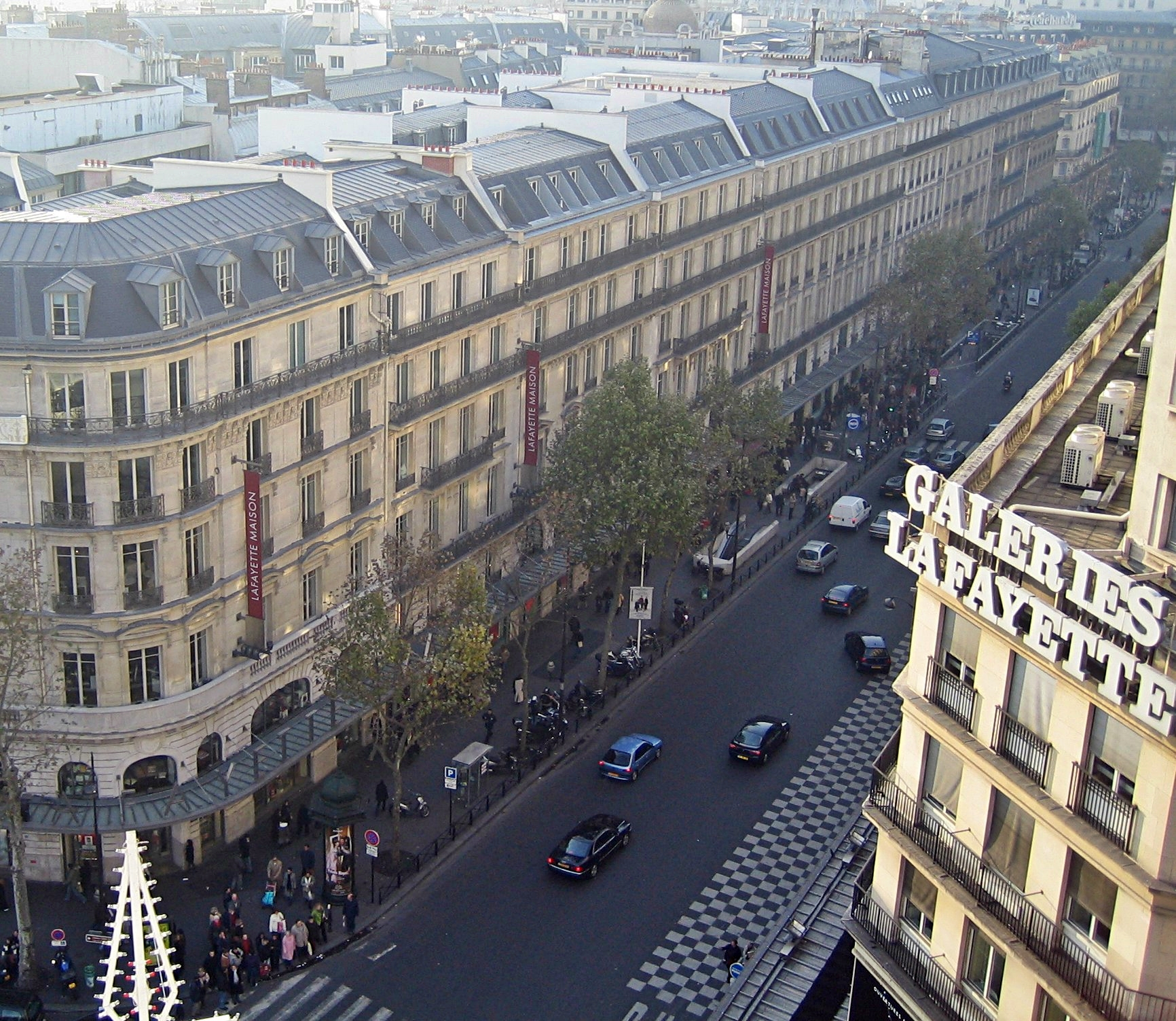
Spårvagnshållplats på Boulevard Haussmann i Paris.

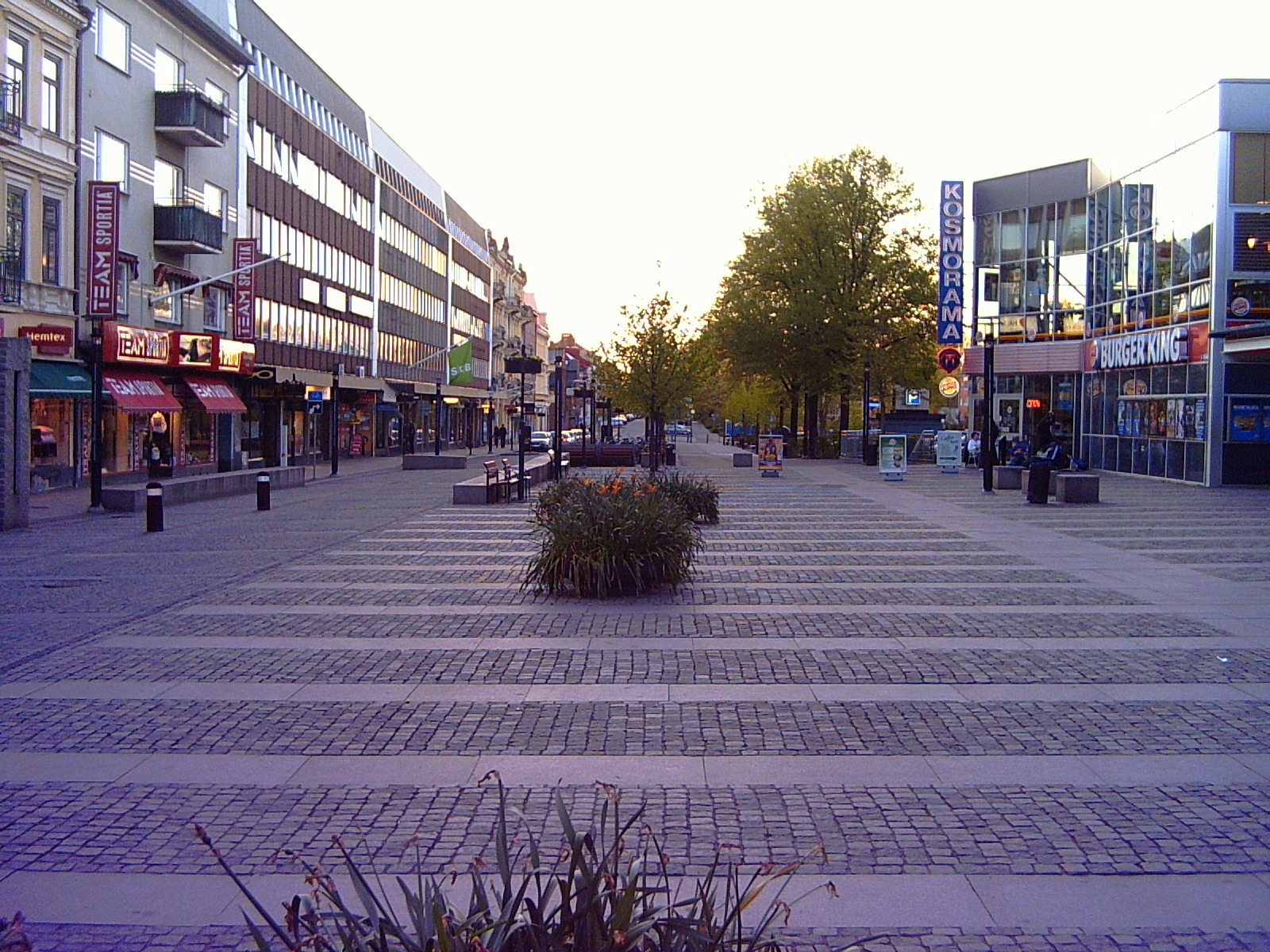
Östra Boulevarden i Kristianstad.

En boulevard, [bol-] eller bulevard [bul-], av franskans boulevard med samma betydelse, av nederländskans bolwerk, på svenska bålverk, är en lång, bred gata, med två körfält och trädplantering med gångstråk mellan dem. Ursprungsbetydelsen är fästningsvall (jämför bålverk). I ryska städer kallas de prospekt. Men det finns också ett ryskt ord бульвар (bul'var) som används för liknande gator. Liknande typer av gator är esplanad och aveny.

## Exempel på boulevarder
- Boulevard Haussmann i Paris
- Bulevarden i Helsingfors
- Hollywood Boulevard i Los Angeles
- Ringstraße i Wien
- Sunset Boulevard i Los Angeles
- Unter den Linden i Berlin
- I Sverige finns åtta gator med ordet "boulevard" i namnet.[1] I Kristianstad finns fem av dessa: Lasarettsboulevarden, Nya Boulevarden, Västra Boulevarden, Östra Boulevarden samt Södra Boulevarden. I Kvidinge finns Boulevarden, i Malmö finns Hyllie Boulevard och i Solna kommun finns Gustav III:s Boulevard.